# Daniel Olesker
Daniel Olesker Gerstenfeld (Montevideo, 23 de agosto de 1952) es un político uruguayo del Partido Socialista, sector perteneciente al Frente Amplio. Entre el 15 de febrero de 2020 y el 6 de diciembre de 2022 se desempeñó como Senador de la República. Ha ocupado los cargos de ministro de Desarrollo Social y ministro de Salud Pública.

## Biografía
Nació en una familia judía. Su padre, Bernardo, fue presidente de honor de la Organización Sionista del Uruguay.
Comenzó su militancia a los 18 años en el Movimiento 26 de Marzo, por lo que estuvo tres años y medio preso en  dictadura, para después exiliarse en Bélgica.
Estudió economía en la Universidad de la República, pero no llegó a graduarse pues estuvo preso tres años, durante la dictadura. Al salir se trasladó a Bélgica, donde obtuvo una maestría en economía en la Universidad Católica de Lovaina.
Se desempeña como profesor de Economía del Trabajo en el Postgrado de Derecho Laboral en Facultad de Derecho.
En el área profesional, se desempeñó como Director de Investigación del Instituto Cuesta Duarte del PIT-CNT. A su vez, fue asesor técnico de la Federación de Cooperativas de Producción del Uruguay y asesor económico de la Federación Uruguaya de Cooperativas de Vivienda por Ayuda Mutua (FUCVAM). Es consultor en temas económicos y de mercado de trabajo de diversas Organizaciones no Gubernamentales nacionales e internacionales.
El 1 de marzo de 2005 asumió como Director General de Secretaría del Ministerio de Salud Pública, teniendo a su cargo importantes tareas como la puesta en marcha de la Reforma de la Salud (creación del Sistema Nacional Integrado de Salud), en el gobierno de Tabaré Vázquez. Es considerado en la izquierda el “padre intelectual” de la reforma de la Salud.
Al asumir la Presidencia José Mujica, fue designado Ministro de Salud Pública, cargo que asumió el 1º de marzo de 2010, siendo acompañado en la subsecretaría por el doctor Jorge Enrique Venegas.
Desde el 20 de julio de 2011 hasta marzo de 2015 se desempeñó como Ministro de Desarrollo Social, sustituyendo a Ana María Vignoli; Venegas pasó a ocupar la titularidad del MSP.
En las elecciones generales de 2019 encabezó la lista del Partido Socialista a la Cámara de Senadores, obteniendo la banca. El 15 de febrero de 2020 asumió como Senador de la República y renunció el 6 de diciembre de 2022.
Es miembro de la Red de Economía Mundial con sede en México.

## Obras
- Compra de Carteras: Crisis del Sistema Financiero Uruguayo (En colaboración con Stolovich, Rodríguez, Porto y Pomi. Ediciones de la Banda Oriental. 1985)
- Las transnacionales y el Capitalismo Uruguayo: Ajuste o Ruptura (En colaboración con Gustavo Arce. Editorial Vintén. 1987)
- Salarios e Inflación (en colaboración con Fernando Zerboni. Editorial Del Sol. 1988)
- ¿Por qué Pobres? (Editorial Vintén. 1988)
- Análisis y Saldos de las rondas de Consejos de Salarios (En colaboración con José Tuimil. Editorial Compañero. 1989)
- El ajuste Fiscal y su impacto sobre la pequeña empresa (Editado por el Programa Cardijn. 1990)
- Desocupación y Deuda Social (Editado por el Programa Cardijn. 1990)
- Dinero e Inflación (En colaboración con Guillermo Foladori. Ediciones de la Banda Oriental. 1992)
- Crecimiento y Exclusión: nacimiento, consolidación y crisis del nuevo modelo de acumulación capitalista en Uruguay 1968-2000 (Editorial Trilce noviembre de 2001)
- Crecimiento e Inclusión: logros del gobierno frentamplista (Editorial Trilce agosto de 2009)